# Nannophlebia braueri
Nannophlebia braueri är en trollsländeart som först beskrevs av W. Foerster 1900.  Nannophlebia braueri ingår i släktet Nannophlebia och familjen segeltrollsländor. Inga underarter finns listade i Catalogue of Life.